# وسام سخباتار
وسام سوخباتار (أو وسام سوشي باتور) هو وسام حكومي لمنغوليا، أُنشئ في الأصل في 16 مايو 1941.
مُنحت للمنغوليين والأجانب «للخدمات الخاصة للدفاعات، والبناء الاقتصادي والثقافي لجمهورية منغوليا الشعبية، وكذلك لأعمال البطولة في النضال ضد الأعداء الخارجيين والداخليين». سميت على اسم البطل الوطني المنغولي، دامدين سخباتار. لا يزال يُمنح حتى اليوم وكان أعلى وسام دولة منذ عام 1992، يمنحه مرسوم صادر عن رئيس منغوليا. 

## وصف الطلب
يتم ارتداء هذه الميدالية على الجانب الأيسر من البروش قبل أو في بداية الميداليات الأخرى. كما حصل على لقب بطل منغوليا وبطل العمل.
| شريط الطلبات قبل عام 1961 | شريط الطلبات بعد عام 1961 |
|                           |                           |

عدد الجوائز مع هذا الترتيب، وفقًا لـ Herfurt ، هو 1700. تلقى متلقو الأمر عددًا من الامتيازات المدنية. يحق لمن حصلوا على الأمر إجراء زيارات مجانية للمتاحف والمعارض والمحاضرات والتقارير وجميع الأحداث الثقافية والاجتماعية الأخرى. يتم دفع الأموال من قبل بنك الدولة.

## عدد السجلات الممنوحة[4]
- المارشال يومجاجين تسيدينبال (6 مرات)
- العقيد الجنرال بوتوشين تسوغ (5 مرات)
- المارشال كورلوجين شويبالسان (3 مرات)
- المارشال جورجي جوكوف (3 مرات)

## المستلمون

### اشخاص
- سيرجي أخرومييف
- أناتولي الكسندروف (فيزيائي)
- ناتساجين باجاباندي [5]
- إيفان باجراميان
- بافيل باتيتسكي
- جامبين باتمونخ
- بافل باتوف
- بافيل بيلييف
- لافرينتي بيريا
- فيليب بوبكوف
- ليونيد بريجنيف
- جوزيب بروز تيتو [6]
- غونشيغين بومتسند
- فاسيلي تشيكوف
- فلاديمير دولجيخ
- فلاديمير جانيبيكوف
- إيفان فيديونينسكي
- ميدارجافين جانزوريج
- أندريه جتمان
- فيكتور جورباتكو
- سيرجي جورشكوف
- هوشي منه
- غوستاف هوساك
- أليكسي إيفانوف
- سيميون إيفانوف
- هنريك جابونسكي
- وجسيخ جاروزلسكي
- ميخائيل كاتوكوف
- نيكيتا خروتشوف
- كيم ايل سونغ [5]
- ليونيد كيزيم
- دين محمد كونيف
- إيفان كونيف
- فلاديمير كوفاليونوك
- فيكتور كوليكوف
- سيميون كوركوتكين
- بافل كوروشكين
- بافيل كوتاخوف
- فلاديمير لياخوف
- إيفان ليودنيكوف
- روديون مالينوفسكي
- إيغور مويسييف
- أندريان نيكولايف
- نيكولاي أوغاركوف
- فاسيلي بيتروف (مشير)
- عيسى بلييف
- الكسندر بوكريشكين
- كونستانتين روكوسوفسكي
- نيكولاي روكافيشنيكوف
- فيكتور سافينيخ
- سيرجي سوكولوف (مشير)
- سوفانوفونج
- جوزيف ستالين
- فلاديمير سودتس
- فالنتينا تيريشكوفا
- غيرمان تيتوف
- يومجاجين تسيدنبال
- بوتوشين تسوغ
- ديمتري أوستينوف
- ألكسندر فاسيليفسكي
- نيكولاي فورونوف
- كليمنت فوروشيلوف
- أليكسي يبيشيف
- تودور جيفكوف
- جورجي جوكوف

### المواقع
- مقاطعة بولجان [7]
- كياختا (بورياتيا، روسيا) [8]

### المؤسسات العامة
- رابطة الشبيبة الثورية المنغولية [8]
- منظمة سوخي باتور للرواد المنغوليين (مرتين) [3]
- صحيفة «أونين» («الحقيقة») للجنة المركزية للحزب الشيوعي الثوري الشعبي [3]
- اتحاد الكتاب المنغوليين [3]
- جامعة المالية والاقتصاد [3]

### الوحدات / المؤسسات العسكرية
- الأكاديمية العسكرية لهيئة الأركان العامة للقوات المسلحة الروسية [8]
- لواء دبابات «منغوليا الثورية» 112 [3]
- جامعة الدفاع الوطني [9]
- جريدة الجيش «أولان أود» («ريد ستار») [3]
- جمعية الصداقة السوفيتية المنغولية [3]
- جامعة لومونوسوف موسكو الحكومية [3]